# Nayef bin Abdul Aziz Al Saud
Nayef bin Abdul Aziz Al Saud (Taif, 1933 — Genebra, 16 de junho de 2012) foi príncipe herdeiro da Arábia Saudita, um dos filhos de Ibn Saud. Como meio-irmão do Rei Abdallah, era um dos pouco favoritos ao trono saudita até que seu irmão mais velho, Sultão bin Abdul Aziz morreu em 2011. Ocupou, desde 1975 até à sua morte, o cargo de Ministro do Interior.

## Biografia
Nayef nasceu em Taif, em 1933. Como um dos herdeiros ao trono saudita, Nayef foi educado no "Colégio dos Príncipes" e também através dos ulemás (professores islâmicos). Aos vinte anos tornou-se Governador de Riade e Vice-ministro do Interior. Em 1970, seu irmão, o Rei Faisal nomeou-o Ministro do Estado para Assuntos Internos.
Após o assassinato de Faisal, o então ministro Fahd tornou-se príncipe herdeiro e passou a se ocupar das funções reais. Nayef, então, assumiu o cargo de Ministro do Interior. Tornou-se príncipe herdeiro em 27 de outubro de 2011, sucedendo ao seu irmão Príncipe Sultão, falecido em decorrência de um câncer. Faleceu no dia 16 de junho de 2012, num hospital de Genebra.